# Denel G6
Il semovente obice G6 è un pezzo d'artiglieria sudafricano, sviluppato intorno al cannone dell'obice semovente G5. Si tratta di uno dei più potenti semoventi su telaio dotato di ruote.
Dopo il cecoslovacco ShKH-77, il G6 è il secondo semovente d'artiglieria pesante su ruote a essere entrato in servizio, con il suo scafo dalle forme aggressive e basse, posto di pilotaggio centrale e torretta posteriore.
Si tratta di un mezzo pesantissimo (47 tonnellate), potente, con 6 ruote motrici di grande diametro ed eccellente mobilità, in servizio nell'esercito sudafricano.
Per l'export ne sono andati 78 agli Emirati Arabi e 24 all'Oman.

## Tecnica
La costruzione di questo modello fu voluta per poter sostenere in maniera efficiente e rapida l'avanzata delle truppe meccanizzate in un teatro operativo.
L'obice impiega munizioni da 155 mm che possono essere lanciate ad una distanza 39 km. Per poter essere messo in condizione di aprire il fuoco su di un obbiettivo, ha bisogno di almeno 60 secondi. Una volta esaurito il suo compito, il semovente può riprendere la marcia in circa 30 secondi. Il controllo elettronico di tiro garantisce una cadenza di fuoco di 3 colpi al minuto.
Il veicolo è dotato di una trazione 6x6 abbinata a un propulsore diesel raffreddato ad aria da 386 cv gestito da un cambio automatico a sei marce. Tale configurazione garantisce una velocità massima di 85 km/h. Il telaio è diviso in due parti distinte, una riservata all'equipaggio di sei persone e una predisposta per il vano motore. Tale scelta e da ricercarsi nel fatto di voler assicurare la protezione dell'equipaggio in caso di colpi diretti ricevuti al motore o alla torretta. La zona riservata ai soldati è inoltre dotata di 4 feritoie distribuite equamente su ogni lato. La pressione degli pneumatici può essere gestita direttamente dal pilota del veicolo per adattarla alla conformazione del terreno o in caso di eventuali forature del copertone. Un sistema di alimentazione ausiliario da 45 cv permette l'alimentazione del sistema di rotazione della torretta, delle batterie e del sistema di aria condizionata dell'abitacolo. Il serbatoio di carburante garantisce un'autonomia di 700 km. Le sospensioni idropneumatiche sono configurate a barra di torsione indipendente.
La blindatura del veicolo permette una protezione efficace dalle armi da fuoco di piccolo calibro, dalle mine e dalle munizioni da 20 mm. Per essere immobilizzato, il mezzo deve essere colpito da almeno tre mine. In caso di emergenza, il semovente è dotato di un sistema antincendio e di ventilazione oltre a varie protezioni NBC. Per permettere una fuga agevolata, sono stati installati otto lanciagranate fumogene da 81 mm.

## Impiego operativo
Il mezzo è stato impiegato principalmente durante la Guerra di indipendenza della Namibia, particolarmente nella battaglia di Cuito Cuanavale.

## Operatori
Sudafrica
- South African Army

43 in organico, di cui 2 operativi e 41 in riserva nel 2020.